# 7543-as busz
A 7543-as jelzésű autóbuszvonal helyközi autóbuszjárat Berhida és Balatonalmádi között, melyet a Volánbusz Zrt. lát el.

## Közlekedése
Iskolai előadási napokon egy járat szállítja az utasokat. Útvonalának hossza 40,6 km, menetideje 1 óra 7 perc.

## Megállóhelyei
| 0  | Berhida, autóbusz-váróterem végállomás           | 7316, 7317, 7319, 7528, 7530, 7532, 7533, 7534, 7536, 7538, 7542, 7616, 8078, 8082                                                                                    |
| 1  | Berhida, Petőfi Sándor út                        | 7316, 7533, 7542, 7616 |
| 2  | Berhida, Kiskovácsi                              | 7316, 7533, 7542, 7616 |
| 3  | Berhida, Kovácsi puszta                          | 7316, 7533, 7542, 7616 |
| 4  | Küngös, Bakonymajor                              | 7533, 7542 |
| 5  | Küngös, központ                                  | 7316, 7323, 7533, 7542, 7602, 7616 |
| 6  | Küngös, Kossuth Lajos utca 107.                  | 7316, 7323, 7533, 7542, 7602, 7616 |
| 7  | Csajág, autóbusz-forduló                         | 7316, 7323, 7533, 7542, 7502, 7616 |
| 8  | Csajág, autóbusz-váróterem                       | 7316, 7323, 7533, 7542, 7602, 7616 |
| 9  | Csajág, vasútállomás bejárati út                 | 7316, 7323, 7533, 7542, 7602, 7616 személyvonat, Katica InterRégió |
| 10 | Csajág, Tekeresi utca                            | 7316, 7323, 7533, 7542, 7602, 7616 |
| 11 | Balatonfőkajár, felső                            | 7316, 7323, 7533, 7542, 7602, 7616 |
| 12 | Balatonfőkajár, posta                            | 7316, 7323, 7533, 7542, 7602, 7616, 8068 |
| 13 | Balatonfőkajár, TÜZÉP                            | 7323, 7533, 7542, 7602 |
| 14 | Balatonakarattya, vasútállomás lejáró út         | 1201, 1513, 1564, 1592, 1593, 1731, 1740, 1742 5449, 7321, 7322, 7323, 7324, 7325, 7602 személyvonat, sebesvonat, Vízipók InterRégió, Katica InterRégió               |
| 15 | Balatonakarattya, Rákóczi-fa                     | 1201, 1564, 1592, 1593, 1740, 1742 7321, 7322, 7323, 7324, 7325, 7602                                                                                                 |
| 16 | Balatonakarattya, Vak Bottyán tér                | 1201 7321, 7322, 7323, 7325, 7602 |
| 17 | Balatonakarattya, üdülő                          | 1201, 1564, 1592, 1593, 1731, 1740, 1742 5449, 7321, 7322, 7323, 7324, 7325, 7602                                                                                     |
| 18 | Balatonkenese, újtelep                           | 1201, 1564, 1592, 1593, 1740, 1742 7321, 7322, 7323, 7324, 7325, 7602                                                                                                 |
| 19 | Balatonkenese, községháza                        | 7321, 7322, 7323, 7325, 7602 |
| 20 | Balatonkenese, vasútállomás                      | 1201, 1513, 1564, 1592, 1593, 1731, 1740, 1742 5449, 7321, 7322, 7323, 7324, 7325, 7602 személyvonat, sebesvonat, Vízipók InterRégió, Katica InterRégió               |
| 21 | Balatonkenese, Szabadság-telep                   | 1201 7321, 7322, 7323, 7325, 7602 |
| 22 | Balatonkenese, MÁV-üdülő                         | 1201 7321, 7322, 7323, 7325, 7602 |
| 23 | Balatonfűzfő, forduló                            | 7320, 7321, 7322, 7323, 7325, 7602 |
| 24 | Balatonfűzfő, Fövenyfürdő                        | 2, 5, 6 1201, 1731 7320, 7321, 7322, 7323, 7324, 7325, 7602 |
| 25 | Balatonfűzfő, 71-es büfé                         | 2, 5, 6 1201 7320, 7321, 7322, 7323, 7325, 7602 |
| 26 | Balatonfűzfő, vasútállomás                       | 2, 5, 6 1201, 1564, 1592, 1593, 1731, 1740, 1742 5449, 7320, 7321, 7322, 7323, 7324, 7325, 7534, 7602 személyvonat, sebesvonat, Vízipók InterRégió, Katica InterRégió |
| 27 | Balatonfűzfő, Lila ház                           | 2, 5, 6 1201 7320, 7321, 7322, 7323, 7325, 7602 |
| 28 | Balatonfűzfői elágazás                           | 2, 3, 4, 5, 6 7320, 7321, 7322, 7323, 7324, 7325, 7326, 7332, 7534, 7600, 7602, 7653, 7654, 8082                                                                      |
| 29 | Balatonfűzfő, Rákóczi utca                       | 1190, 1201 7325, 7326, 7332, 7600, 7602, 7653, 7654, 8082 |
| 30 | Balatonalmádi, Kürt utca                         | 1190, 1201 7325, 7326, 7332, 7600, 7602, 7653, 7654 |
| 31 | Balatonalmádi, (Vörösberény), bejárati út        | 1201 7325, 7326, 7332, 7600, 7602, 7653, 7654 |
| 32 | Balatonalmádi, Lok-hegy                          | 7325, 7326, 7332, 7333, 7600, 7602, 7653, 7654, 8082 |
| 33 | Balatonalmádi, Bauxitkutató Vállalat bejárati út | 1190, 1731 7325, 7326, 7332, 7333, 7600, 7602, 7653, 7654, 8082 |
| 34 | Balatonalmádi (Budatava), sorompó                | 7325, 7326, 7332, 7333, 7600, 7602, 7653, 7654 |
| 35 | Balatonalmádi, autóbusz-állomás végállomás       | 1201, 1513, 1709, 1720, 1722, 1731 7325, 7326, 7332, 7333, 7335, 7338, 7341, 7600, 7602, 7653, 7654, 8082                                                             |